# Yves Ramousse
Yves-Marie Georges René Ramousse (Sembadel, 23 febbraio 1928 – Montauban, 25 febbraio 2021) è stato un vescovo cattolico e missionario francese.

## Biografia
Yves-Marie Georges René Ramousse nacque a Sembadel il 23 febbraio 1928. Era il più giovane dei tre figli di Jacques Ramousse, un impiegato delle ferrovie, e Julie Carlet.

### Formazione e ministero sacerdotale
Nel 1947 entrò nel seminario maggiore della Società per le missioni estere di Parigi a Parigi.
Il 4 aprile 1953 fu ordinato presbitero. Venne quindi inviato a Roma per perfezionare gli studi. Prese residenza presso il Pontificio Seminario Francese. Nel 1957 difese una tesi sulla Grande Catechesi di San Gregorio di Nissa presso la Pontificia Università Gregoriana. Lo stesso anno partì come missionario per la Cambogia. Studiò le lingue khmer e vietnamita e prestò servizio in una parrocchia di Phnom Penh. Nel 1960 ottenne una cattedra a Saigon ma un anno dopo tornò a Phnom Penh per assumere la docenza nel seminario minore. Per un breve periodo nel 1962 insegnò nel seminario della sua congregazione a Bièvres.

### Ministero episcopale
Il 12 novembre 1962 papa Giovanni XXIII lo nominò vicario apostolico di Phnom-Penh e vescovo titolare di Pisita. Ricevette l'ordinazione episcopale il 24 febbraio successivo dal già vicario apostolico di Phnom-Penh Gustave Raballand, co-consacranti il vescovo di Chengdu Henri-Marie-Ernest-Désiré Pinault e quello di Le Puy-en-Velay Jean-Pierre-Georges Dozolme. Con 35 anni di età era il vescovo più giovane del mondo.
Partecipò alla seconda, alla terza e alla quarta sessione del Concilio Vaticano II. Era uno dei partecipanti più giovani.
Con il decadere della situazione politica in Cambogia dovuto alla guerra civile, Ramousse ha fatto del suo meglio per promuovere iniziative di pace e riconciliazione in linea con l'enciclica Pacem in Terris di papa Giovanni XXIII e le iniziative di papa Paolo VI sulla scia della guerra fredda. Tuttavia, venne accusato di non essere in grado di prendere alcuna decisione, anche se le conseguenze mostrano quanto fosse complicata la situazione.
Nel 1975 richiamò in Cambogia il sacerdote Joseph Chhmar Salas, inviato a Parigi per studi, che il 6 aprile dello stesso anno papa Paolo VI nominò vicario apostolico coadiutore. Monsignor Ramousse lo ordinò vescovo il 14 dello stesso mese, tre giorni prima della caduta della capitale e tra il frastuono dei primi bombardamenti. Insieme a molti altri cittadini, dopo che i Khmer rossi entrarono a Phnom Penh, Ramousse fu confinato presso l'ambasciata francese per 12 giorni e poi venne espulso dalla Cambogia insieme a tutti i cittadini stranieri. Si rifugiò in Indonesia e il 6 gennaio 1983 ottenne dalla Congregazione per l'evangelizzazione dei popoli la creazione di un Ufficio per la promozione dell'apostolato tra il popolo Khmer di cui divenne il primo direttore.
Il 30 aprile 1976 papa Paolo VI accettò la sua rinuncia al governo pastorale del vicariato. Aveva rassegnato le dimissioni prendendo atto dell'impossibilità di tornare in Cambogia. Gli succedette monsignor Salas che morì di stenti in un campo di prigionia nel settembre del 1977.
Nel 1989 poté tornare in Cambogia. Il 21 febbraio 1992 monsignor Ramousse venne ricevuto dal re Sihanouk che lo incoraggiò a sviluppare l'opera della Chiesa cattolica in Cambogia. Il 6 luglio 1992 papa Giovanni Paolo II lo nominò nuovamente vicario apostolico di Phnom-Penh.
Dal 10 giugno 1994 al 7 novembre 1997 fu anche amministratore apostolico di Battambang.
Dal 1995 al 2000 fu presidente della Conferenza episcopale del Laos e della Cambogia.
Guidò la Chiesa in Cambogia attraverso la sua risurrezione, dopo anni di persecuzioni, ma molti lo consideravano stanco e consumato dalle sue numerose prove. Il suo impegno missionario a favore della Chiesa e del popolo cambogiano fu riconosciuto da papa Giovanni Paolo II durante l'udienza dell'11 febbraio 1999 nell'ambito della visita ad limina dei presuli della Conferenza episcopale del Laos e della Cambogia.
Il 14 aprile 2001 papa Giovanni Paolo II accettò la sua rinuncia al governo pastorale del vicariato per raggiunti limiti di età.
Rimase in Cambogia fino al 2013. Quell'anno fece ritorno in Francia e si stabilì nella casa di riposo della sua congregazione a Montbeton.
Morì a Montauban il 25 febbraio 2021 all'età di 93 anni per complicazioni da COVID-19. Le esequie si tennero il 3 marzo alle ore 15 e furono presiedute da padre Gilles Reithinger, superiore generale della Società per le missioni estere di Parigi. L'omelia venne pronunciata da padre Vincent Sénéchal, vicario generale della stessa congregazione.

## Genealogia episcopale e successione apostolica
La genealogia episcopale è:
- Cardinale Scipione Rebiba
- Cardinale Giulio Antonio Santorio
- Cardinale Girolamo Bernerio, O.P.
- Arcivescovo Galeazzo Sanvitale
- Cardinale Ludovico Ludovisi
- Cardinale Luigi Caetani
- Cardinale Ulderico Carpegna
- Cardinale Paluzzo Paluzzi Altieri degli Albertoni
- Papa Benedetto XIII
- Papa Benedetto XIV
- Papa Clemente XIII
- Cardinale Marcantonio Colonna
- Cardinale Giacinto Sigismondo Gerdil, B.
- Cardinale Giulio Maria della Somaglia
- Cardinale Carlo Odescalchi, S.I.
- Vescovo Eugène de Mazenod, O.M.I.
- Cardinale Joseph Hippolyte Guibert, O.M.I.
- Cardinale François-Marie-Benjamin Richard de la Vergne
- Arcivescovo Gustave Mutel, M.E.P.
- Vescovo Auguste Gaspais, M.E.P.
- Vescovo Charles Joseph Lemaire, M.E.P.
- Vescovo Gustave Raballand, M.E.P.
- Vescovo Yves-Marie Georges René Ramousse, M.E.P.

La successione apostolica è:
- Vescovo Joseph Chhmar Salas (1975)
- Vescovo Émile Destombes, M.E.P. (1997)